# مركز كونمينغ تودونغ الرياضي
مركز كونمينغ تودونغ الرياضي (لغة صينية مبسطة,拓东体育场) هو استاد رياضي متعدد الاستخدامات يقع في كونمينغ في الصين. يستطيع الاستاد تحمل 40 ألف متفرج. استضاف الاستاد إحدى مباريات تصفيات كأس العالم 2010 بين الصين وأستراليا.